# Silvestre Estanmolín

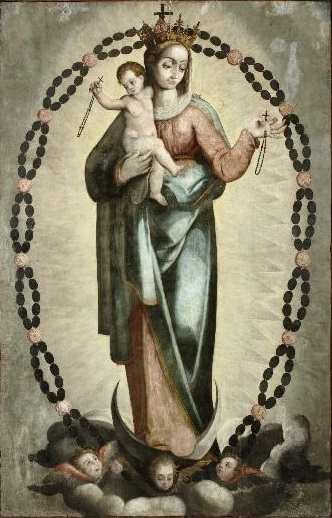
Virgen del Rosario, óleo sobre tabla, 205 x 136 cm, Museo de Zaragoza.

Silvestre Estanmolín o Silvestro Stamolín (fl. 1577-1608) fue un pintor manierista originario de Roma, activo en Aragón.
Cuñado y testamentario de Pablo Esquert, se estableció en Zaragoza no más tarde de 1577 y allí figura avecindado todavía en 1608.  A su nombre se documenta un número relativamente abundante de trabajos, entre ellos una serie de ocho historias de la Virgen del Pilar pintadas en colaboración con Juan Felices de Cáceres por encargo de los jurados de Zaragoza (1590), serie perdida o no localizada, el retablo mayor de la parroquial de Longares en la provincia de Zaragoza, probablemente comenzado por Pablo Esquert, contratado por Estanmolín en 1587 y acabado de cobrar en 1608, así como el retablo de Nuestra Señora del Rosario contratado en febrero de 1601 con la cofradía del Rosario de la iglesia parroquial de Cella (Teruel). Su producción conocida se completa con un tríptico de colección privada dedicado a la Virgen del Pilar, con Santiago y un santo franciscano en las puertas laterales con la firma del pintor y la fecha 1579, y una tabla dedicada a la Virgen del Rosario conservada en el Museo de Zaragoza, procedente del convento de dominicas.